# Zsófi Szemerey
Zsófi Szemerey (født 2. juni 1994 i Kazincbarcika, Ungarn) er en kvindelig ungarsk håndboldspiller som spiller for Ferencváros TC.